# 亚扪人
亚扪人（希伯來語：עַמּוֹן）是居住在约旦河以东的民族，使用亞捫語。同摩押人一样，亚扪人的始祖是以色列先祖亚伯拉罕的侄子罗得，他與兩位女兒在逃離罪惡之城所多瑪之後，與幼女生下亞捫人的祖先。亚扪人被认为是以色列人和以东人的亲族。

## 地域

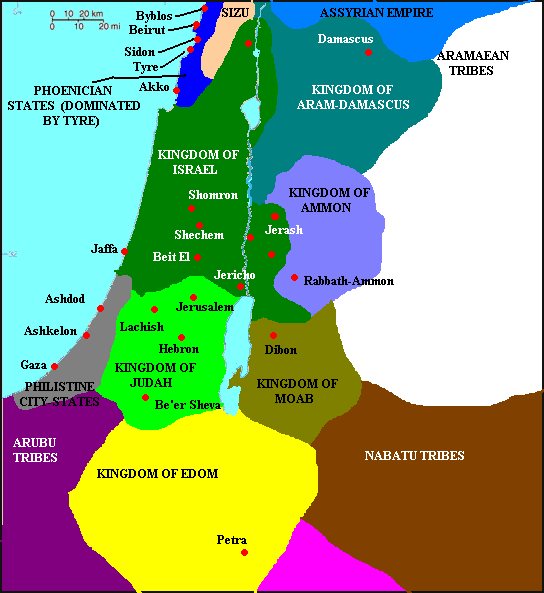
约公元前830年黎凡特地区示意图。亚扪（AMMON）标为蓝色，其首都拉巴（Rabbath Ammon）。

《圣经·旧约》中没有清晰地说明亚扪人的边界。在士师记11：13，亚扪王要求以色列人归还“我的地，从亚嫩河到雅博河，直到约旦河”。以色列人随后反驳，认为这是一个完全没有根据的领土要求。因为这块土地以色列人是打败亚摩利族的希实本王西宏而得来的。而先前这块土地是亚摩利人从摩押人手里夺来的。以色列人说他们通过征服亚摩利人而占有的土地“从亚嫩河到雅博河，从旷野直到约旦河”。以色列人又对这之外的土地提出要求，因此让亚扪人没有了空间。
民数记21：24描述了以色列人对约旦河以东的亚摩利人的征伐所占据的地域“直到亚扪，因为亚扪的边界是雅谢”。约书亚记13：25提到以色列的迦得支派的境界是“雅谢和基列的各城，并亚扪人的一半地⋯⋯”。使以上的说法和谐只有假定亚摩利族的希实本王西宏拥有的北方土地曾经属于亚扪人。
这就部分地解释了前述的亚扪王的领土要求。申命记2：37提到，“靠近雅博河的地，并山地的城邑”形成了以色列的边界。申命记2：20提到亚扪人之地原本属于散送冥人（又称苏西人），以拦王基大老玛对此族的征伐可能与亚扪的历史有关。当以色列人入侵迦南的征途中到达过亚扪的边境。
据推测，希实本王西宏将亚扪人逐出其最初的地域。自旷野来的以色列人来到约旦河附近时，西宏的王国拥有整个约旦河东岸地区，北方包括基列地，南方以亚嫩河为与摩押人的边界。败给西宏后，亚扪人离开了基列地和雅博河上游河道自南向北的部分，他们的西部边界自此稳定下来。
亚扪人的其他方向的边界不如西界那么确定。其南方可能与摩押人接壤。其北方可能与基述王为邻。其东界消失在沙漠中，与Kedarite人和其他游牧部落为邻。
亚扪人的主城是拉巴，或者被称作“拉巴亚扪“（意为亚扪人的都市）。后来希腊人将这座城市称为“拉巴安曼那”。公元前3世纪的埃及王托勒密二世（Philadelphus“与姐姐恋爱的人”）将此城依自己的绰号命名为Philadelphia。他将其建设成为一个宏大强盛的城市，并在城中修建了一座卫城。城市横跨雅博河一条支流安曼河的两岸，因此此城拥有“水城”的称号。当代约旦 国家的首都安曼大致位于古代拉巴城址之上。安曼南方和东方的土地以肥沃而著名，古代城镇的遗址在此地星罗棋布。证明这片土地在亚扪时代存在从事农业和手工业的定居人口。对此地的农业生产可从历代志下27：5中得到初步印象：南国犹大王约坦打败亚扪人后，他们每年向约坦进贡多达“银一百他连得，小麦一万歌珥，大麦一万歌珥”。

## 历史
按照创世记，亚扪人与以色列人有亲缘关系。他们和摩押人的关系更近。人们有时用“罗得的子孙”指代亚扪人或摩押人。亚扪人的名字都显现出纯粹的迦南语名字的特征，这证实了上述亲缘关系的存在。旧约也显示了希伯来人对亚扪人的蔑视与痛恨。因为在以色列人由旷野征服迦南地的途中，亚扪人拒绝以色列人取道他们的土地，而且伙同摩押人雇了巴蘭来咒诅他们（申命记23：4）。申命记23：3规定“亚扪人或是摩押人不可入耶和华的会。他们的子孙，虽过十代，也永不可入耶和华的会。”从此以后的旧约时代即“第一圣殿时代”以及犹太人从巴比伦回归后的“第二圣殿时代”，亚扪人和以色列人始终为敌。
然而，次經《猶滴傳》的記載剛好相反。根據猶滴傳，尼布甲尼撒王第十七年，王因敘利亞、以色列、亞捫、摩押和埃及等地人民未有積極支擾第十二年亞述與馬化之戰爭，而派荷羅菲南討伐（猶滴傳1:12-13）。荷羅菲南大軍壓境後，得悉山上的以色列人已備戰，就召集摩押、亞捫各族首領商議軍情，欲討伐以色列（猶滴傳5:1-4）。當中只有亞捫人首領亞基耳進諫力阻，指除非以色列人得罪上帝，否則上帝必定保守以色列人，無人能戰勝他們（猶滴傳5:17-21）。荷羅菲南大怒，把亞基耳綁起，交到以色列人手中（猶滴傳6:7-12），要他「和城中的人一同滅亡」。以色列人接了亞基耳進入伯和理亞城後，得悉事情始末，就「大大的讚揚他」（猶滴傳6:20）以色列人戰勝亞述人後，亞基耳受了割禮，「皈依以色列家」。（猶滴傳14:10）